# François-Édouard Picot
François-Édouard Picot (n. 17 octombrie 1786, Paris, Regatul Franței – d. 15 martie 1868, Paris, Franța) a fost un pictor francez neoclasicist.

## Biografie
François-Édouard Picot a fost elevul lui François-André Vincent și Jacques-Louis David la Ecole des Beaux-Arts din Paris. A primit premiul al doilea la concursul Prix de Rome din anul 1811 și premiul de Onoare în anul 1813. După șederea la Roma, la villa Medici, s-a întors la Paris și a expus tabloul Cupidon și Psyche la Salonul Oficial din anul 1819. A mai expus la acel eveniment și o schiță care se găsește astăzi la Dijon la Muzeul Magnin. A mai pictat în anii următori La Mort de Saphire pentru biserica Sf. Severin din Paris. 
În anul 1836 a fost ales membru al Academiei de Arte Frumoase și a continuat să expună lucrările sale la Salonul Oficial până în anul 1839. A decorat, împreună cu Hippolyte Flandrin, Biserica Sf. Vincent de Paul din Paris și a realizat fresca în ceară intitulată Les Pèlerins d'Emmaüs de la Biserica Saint-Denis du Saint-Sacrament din Paris.
În întreaga sa carieră e făcut o mulțime de picturi de șevalet și picturi murale care se regăsesc astăzi la Muzeul Luvru, la Palatul Versailles și la Palatul Luxemburg. 
François-Édouard Picot a realizat picturi istorice, pictură de gen și multe portrete. El a fost foarte apreciat ca profesor la Academia de Arte Frumoase din Paris precum și pentru abilitățile pe care le deținea în meșteșugul picturii.
A fost înmormântat la Paris, la Père-Lachaise.

## Galerie

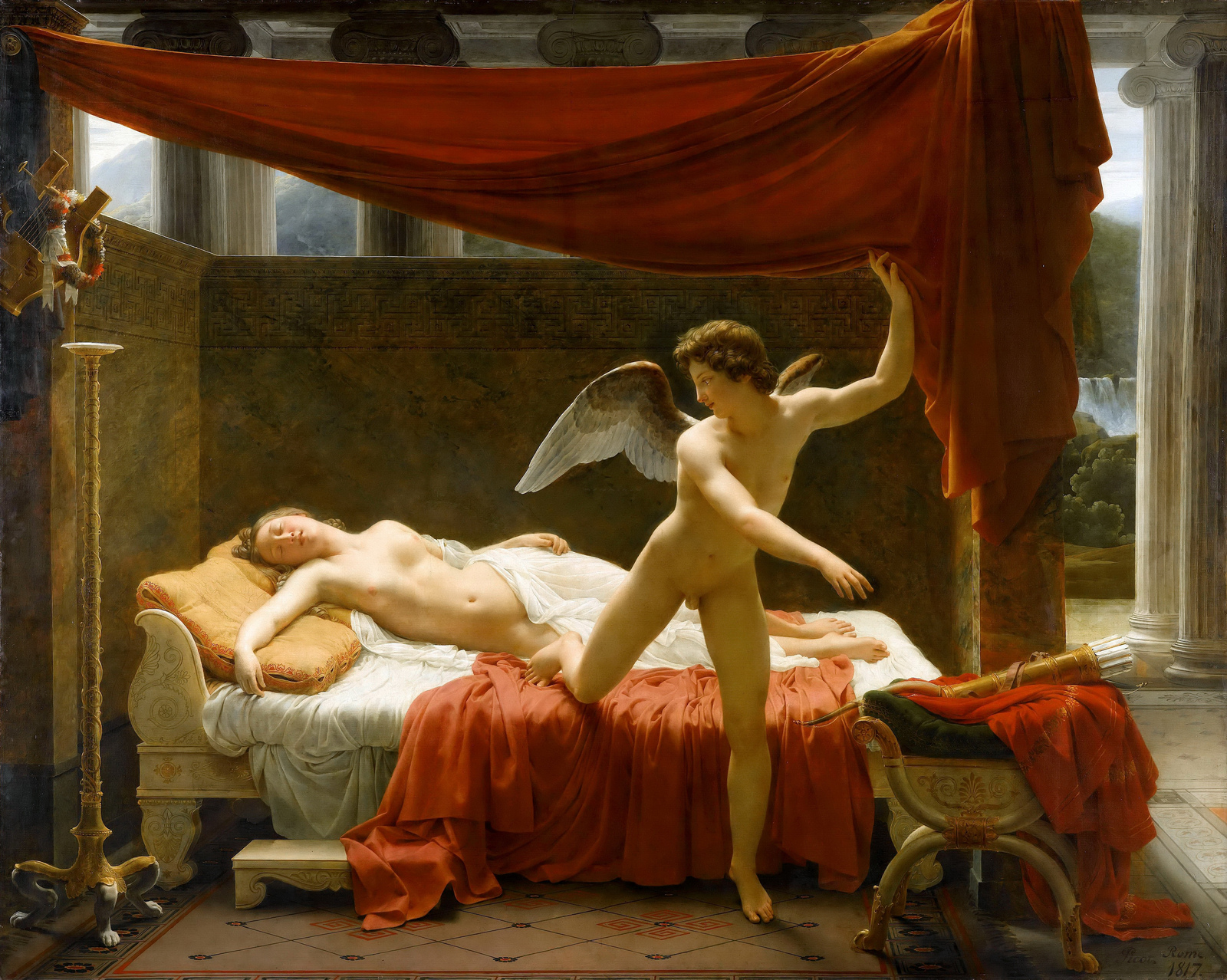
L'Amour et Psyché (1817), Paris, musée du Louvre.
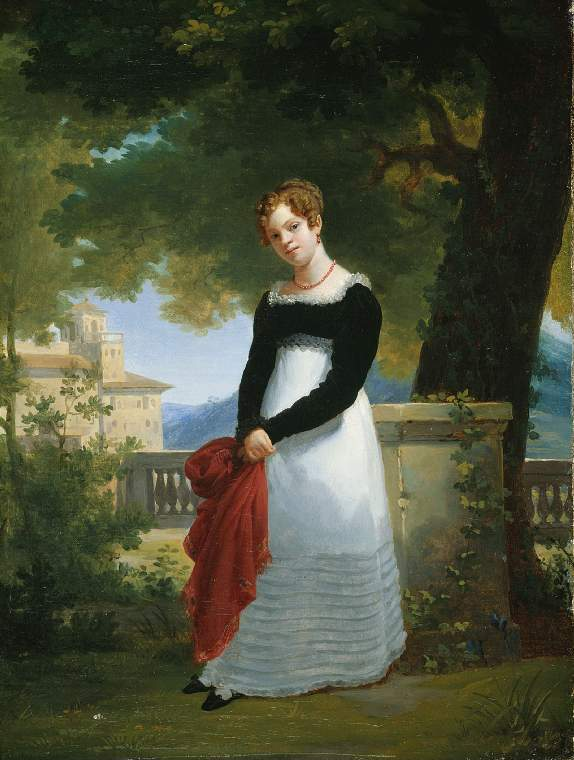
Portrait d'Adélaïde-Sophie Cléret, Mme Tiolier (vers 1817), Cambridge.
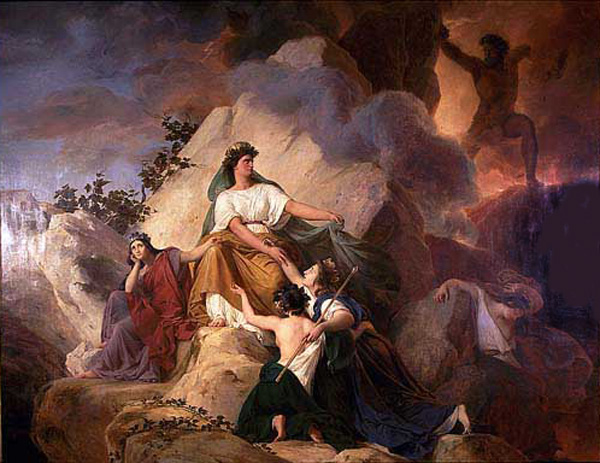
Cybèle protège contre le Vésuve les villes de Stabiae, Herculanum, Pompéi et Résina (1832), Paris, Muzeul Luvru.
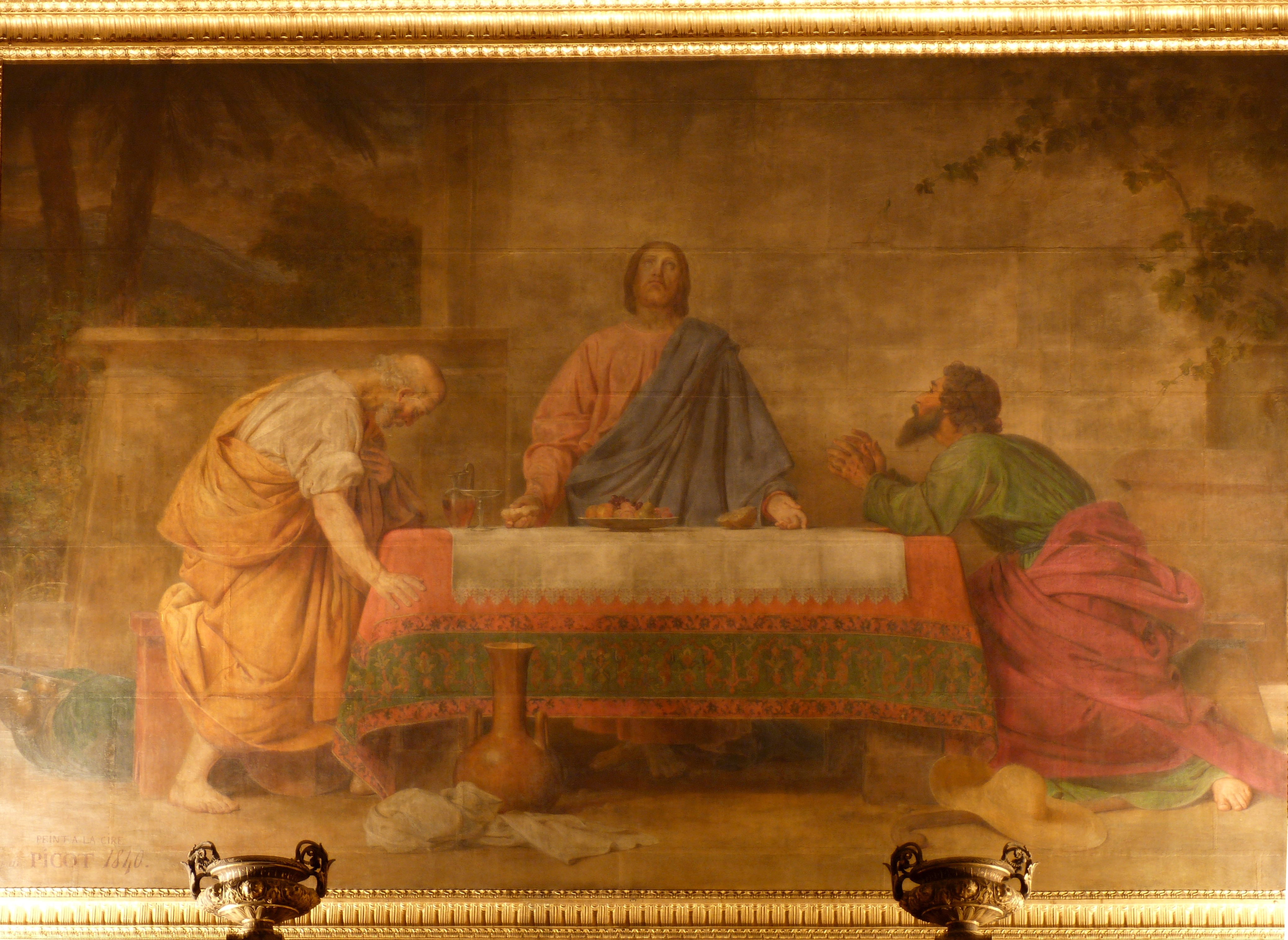
Les Pélerins d'Emmaüs, (1840), Paris, la Biserica Saint-Denys-du-Saint-Sacrement.
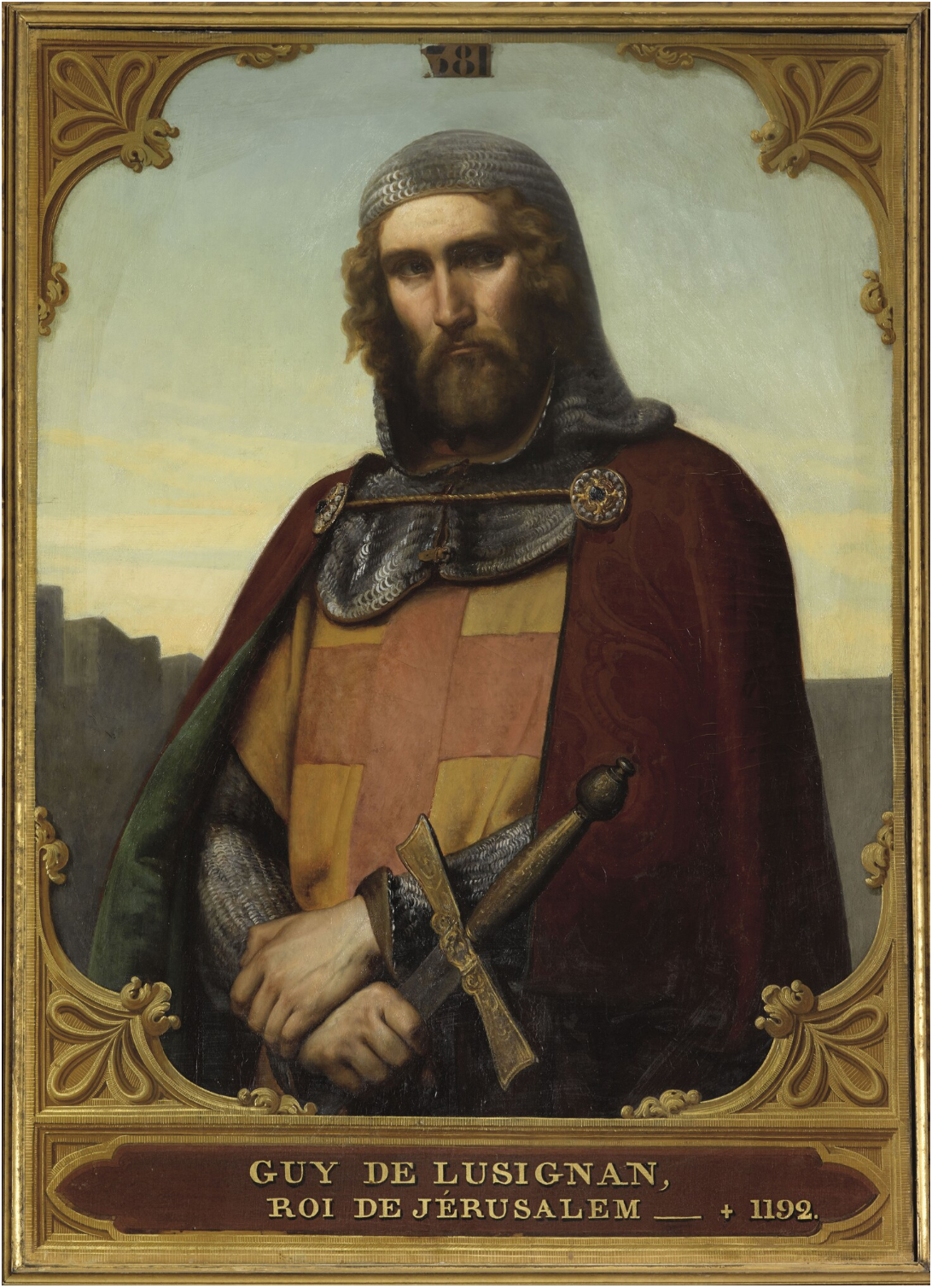
Guy de Lusignan (vers 1843), Versailles, Muzeul de istorie a Franței.
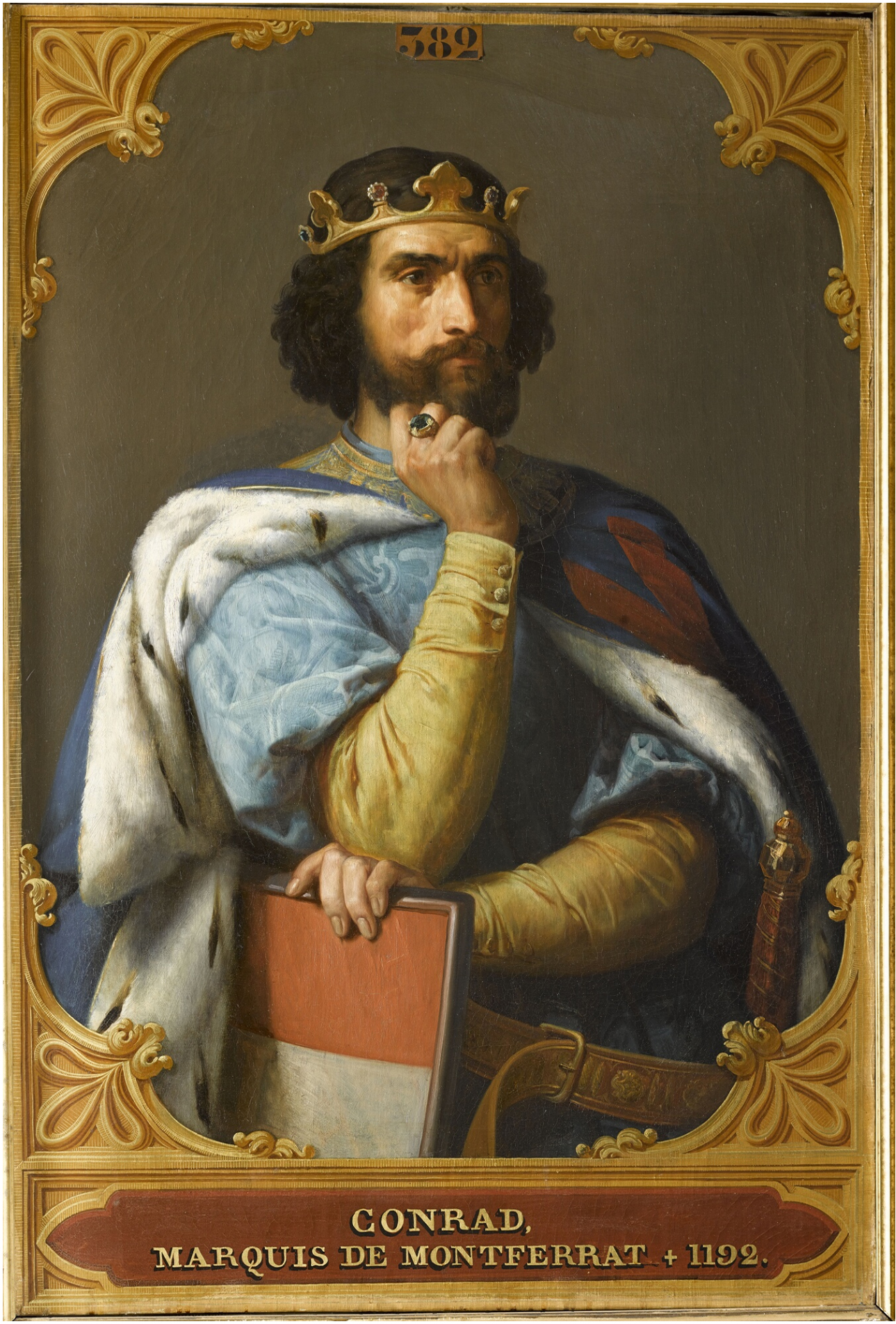
Conrad de Montferrat (vers 1843), Versailles, Muzeul de istorie a Franței.

## Studenți
Picot a avut o mulțime de studenți. Dintre ei s-au remarcat și au devenit notabili, următorii:
- Paul Léon Aclocque[14],
- Theodor Aman,
- Eugène Bellangé (1837-1895),
- Charles Bellay (prix de Rome),
- Léon Belly,
- Jean-Achille Benouville,
- François-Léon Benouville,
- Étienne-Prosper Berne-Bellecour (1838-1910),
- Francis Blin (1827-1866)
- William Bouguereau (prix de Rome),
- Guillaume-Charles Brun,
- Ulysse Butin (1838-1883),
- Alexandre Cabanel,
- Philip Hermogenes Calderon,
- Théophile-Narcisse Chauvel (1831-1909), un elev din anul 1854 și a obținut premiul al doilea la Prix de Rome cu un peisaj istoric.
- Charles-Camille Chazal,
- Ferdinand Chaigneau (1830-1906), élève en 1849,
- Édouard Cibot,
- Georges Clairin (1843-1919),
- Félix-Auguste Clément,
- Charles-Alexandre Coëssin de la Fosse (1829-1910)[15],
- Jules Collinet,
- Henri Coroënne,
- Victor-Gustave Cousin,
- Charles Alexandre Crauk,
- André-Henri Dargelas,
- Gustave Droz,
- Pierre- Hippolyte Fillet,
- Charles-Antoine Flajoulot,
- Félix Giacomotti,
- Gustave Guillaumet (1840-1887) (premiul al doilea la Prix de Rome),
- Léon Albert Hayon,
- Jean-Jacques Henner (1829-1905), după anul 1851,
- Jozef Israëls,
- Auguste Leloir,
- Jules Eugène Lenepveu,
- Louis Hector Leroux,
- Étienne Leroy,
- Émile Lévy,
- Henri-Léopold Lévy,
- Henry Stacy Marks,
- Jean-Baptiste Messager,
- Constantin Mils
- Gustave Moreau,
- Alexis Mossa,
- Victor Mottez,
- Alphonse de Neuville,
- Camille Adrien Paris (1834-1901),
- Léon Perrault,
- Isidore Pils,
- Claudius Popelin,
- Antoine Rivoulon (1810-1864),
- Édouard Sain,
- Adrien Tournachon (1825-1903)
- Elihu Vedder,
- Jean-Georges Vibert,
- Paul Alphonse Viry,
- Fritz Zuber-Bühler.